# Сант-Андреу (футбольный клуб)
«Сант Андреу» (кат. и исп. UE Sant Andreu) — испанский футбольный клуб из одноимённого района Барселоны. Основан в 1925 году путём слияния клубов «Андреуенс» и «Лавенс дель Спорт». Домашние матчи проводит на стадионе «Нарчис Сала», вмещающем 6 900 зрителей. В Примере «Сант Андреу» никогда не выступал, лучшее достижение команды в Сегунде 4-е место в сезоне 1950/51.

## Сезоны по дивизионам
- Сегунда — 11 сезонов
- Сегунда B — 18 сезонов
- Терсера — 39 сезонов
- Региональная лига — 7 сезонов

## Достижения
- Сегунда B
  - Победитель (2): 1991/92, 2009/10
- Терсера
  - Победитель (5): 1949/50, 1957/58, 1968/69, 1984/85, 1989/90